# 正応寺インターチェンジ
正応寺インターチェンジ（しょうおうじインターチェンジ）は、佐賀県三養基郡基山町にある鳥栖筑紫野道路のインターチェンジである。鳥栖・久留米方面に対しての出入口しかないハーフインターチェンジである。

## 案内板
- 正応寺出口

## 道路
- 鳥栖筑紫野道路

## 周辺
- 基山町営野球場

## 隣
鳥栖筑紫野道路
柚比IC - 正応寺IC - 園部IC